# Stadio del Conero
Stadio Del Conero, je fotbalový stadion v italském městě Ancona, v regionu Marche. Slavnostní otevření bylo 6. prosince 1992 při příležitosti zápasu proti Interu a nese název po hoře Monte Conero v Anconě. Kapacita je pro 23 976 diváků.
Na stadionu sloužil mši papež Jan Pavel II. a také zde jsou i hudební koncerty. V letech 1999, 2000 a 2003 zde odehrála Italská fotbalová reprezentace tři zápasy.